# ثریا آیهان
ثریا آیهان ورزشکار و دونده ترک متولد سپتامر سال ۱۹۷۸ متخصص در دو ۱۵۰۰ متر.